# Tambun Arang (Sumay)
Tambun Arang is een bestuurslaag in het regentschap Tebo van de provincie Jambi, Indonesië. Tambun Arang telt 1338 inwoners (volkstelling 2010).